# Ремон Копа
Ремон Копа (фр. Raymond Kopa), рођен као Ремон Копашевски (фр. Raymond Kopaszewski; Не-ле-Мин , 13. октобар 1931 — Анже, 3. март 2017), био је француски фудбалер пољског порекла. Играо је за репрезентацију Француске и за клубове у Француској и Шпанији. Нарочито успешна је била његова каријера у дресу Реал Мадрида са којим је освојио три Купа Шампиона.

## Трофеји

### Реал Мадрид
- Куп Шампиона (3): 1957, 1958, 1959.
- Примера (2): 1957, 1958.

### Ремс
- Лига 1 (4): 1953, 1955, 1960, 1962.